# 九节坂

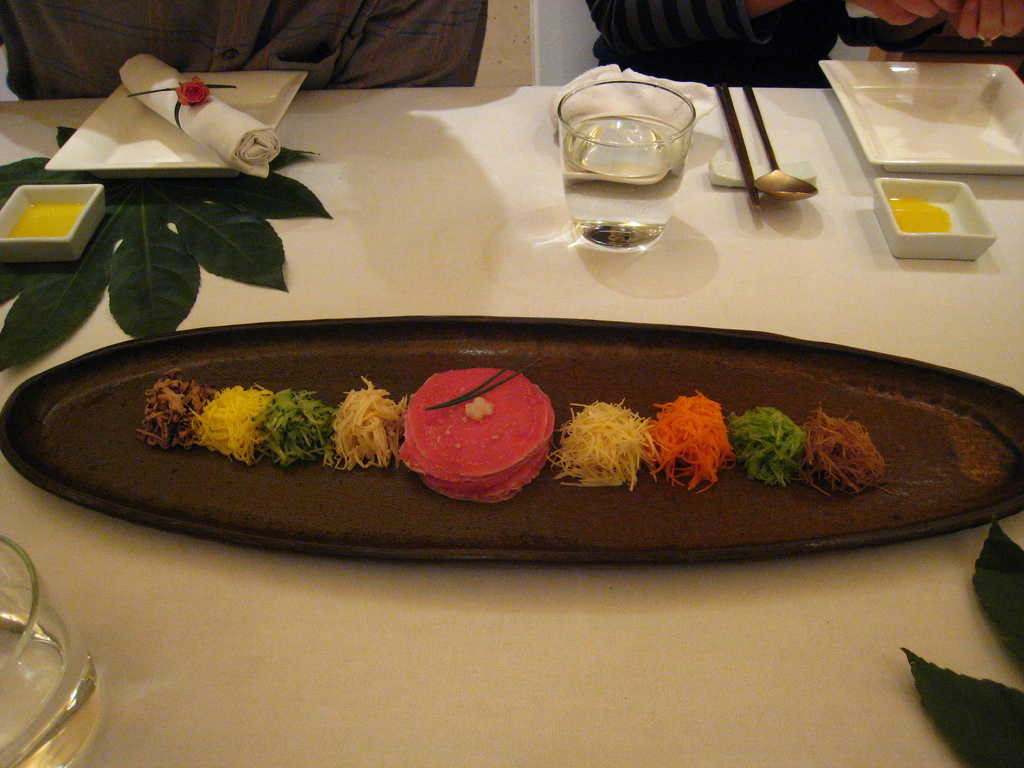
现代版的九节坂

九节坂（韓語：구절판）是古代是韩国宫廷料理中的前菜，也可以指盛放该料理的容器。9种食物放至在有9格的八边形攢盒的传统韩国料理，九节坂中间一格一般放置薄饼，周围环绕的8个格按五味五色放置蛋白絲、蛋黃絲、紅蘿蔔絲、炒牛肉絲、石耳絲、青瓜絲、豆芽、蘑菇絲等，口味以清淡為主，食時將食材自由配搭放在薄餅卷上，配以醬油、芥末或辣椒醬。
在现代韩国社会，九節坂成为韩国過年或婚礼宴席菜肴，但多省略為薄餅配6種食材，稱為七節坂。